# Skoki do wody na Letnich Igrzyskach Olimpijskich 2016 – trampolina 3 m indywidualnie mężczyzn
Konkurs skoków do wody z trampoliny 3 m mężczyzn podczas Letnich Igrzysk Olimpijskich 2016 rozegrany został między 15 a 16 sierpnia. Zawody rozgrywane były w Maria Lenk Aquatics Center.

## Format
Konkurencja ta jest rozgrywana w trzech rundach:
- Runda eliminacyjna: Każdy z 29 zawodników wykonuje po 6 skoków; najlepsza 18 awansuje do półfinału.
- Półfinał: 18 zawodników wykonuje po 6 skoków; wyniki z eliminacji nie są brane pod uwagę, do finału awansuje 12 najlepszych zawodników.
- Finał: 12 zawodników wykonuje po 6 skoków, wyniki z poprzednich rund nie są brane pod uwagę w ostatecznej klasyfikacji.

## Terminarz
Czas BRT (UTC −03:00)
| Data             | Godzina | Runda      |
| ---------------- | ------- | ---------- |
| 15 sierpnia 2016 | 15:15   | Eliminacje |
| 16 sierpnia 2016 | 10:00   | Półfinał   |
| 16 sierpnia 2016 | 18:00   | Finał      |

## Wyniki[1]
| Pozycja | Zawodnik            | Eliminacje | Eliminacje | Półfinał      | Półfinał      | Finał         | Finał         | Finał         | Finał         | Finał         | Finał         | Finał         | Finał         |
| Pozycja | Zawodnik            | Punkty     | Pozycja    | Punkty        | Pozycja       | Skok 1        | Skok 2        | Skok 3        | Skok 4        | Skok 5        | Skok 6        | Punkty        | Pozycja       |
| ------- | ------------------- | ---------- | ---------- | ------------- | ------------- | ------------- | ------------- | ------------- | ------------- | ------------- | ------------- | ------------- | ------------- |
| złoto   | Cao Yuan            | 498.70     | 1          | 489.10        | 1             | 85.00         | 94.50         | 94.50         | 90.00         | 86.70         | 96.90         | 547.60        | 1             |
| srebro  | Jack Laugher        | 439.95     | 7          | 389.40        | 12            | 81.60         | 91.00         | 90.10         | 76.05         | 96.90         | 88.20         | 523.85        | 2             |
| brąz    | Patrick Hausding    | 440.00     | 6          | 413.50        | 10            | 63.00         | 89.25         | 79.55         | 83.30         | 98.80         | 85.00         | 498.90        | 3             |
| 4       | Jewgienij Kuzniecow | 449.90     | 4          | 468.35        | 3             | 81.60         | 76.50         | 68.25         | 90.00         | 70.00         | 95.00         | 481.35        | 4             |
| 5       | Kristian Ipsen      | 461.35     | 3          | 437.70        | 7             | 72.00         | 75.00         | 72.85         | 89.25         | 77.00         | 89.70         | 475.80        | 5             |
| 6       | Ilja Kwasza         | 398.20     | 15         | 430.05        | 8             | 74.10         | 79.05         | 82.25         | 93.10         | 66.00         | 83.30         | 475.10        | 6             |
| 7       | Rommel Pacheco      | 488.25     | 2          | 469.70        | 2             | 45.90         | 58.50         | 86.70         | 79.20         | 84.00         | 96.90         | 451.20        | 7             |
| 8       | Oliver Dingley      | 399.80     | 13         | 414.25        | 9             | 74.40         | 81.60         | 76.50         | 69.00         | 61.50         | 79.90         | 442.90        | 8             |
| 9       | César Castro        | 398.85     | 14         | 442.45        | 6             | 72.00         | 77.50         | 76.50         | 70.50         | 63.00         | 76.50         | 436.00        | 9             |
| 10      | Michael Hixon       | 421.60     | 10         | 467.25        | 4             | 60.00         | 81.60         | 85.75         | 77.00         | 62.70         | 64.60         | 431.65        | 10            |
| 11      | Philippe Gagné      | 400.75     | 12         | 445.40        | 5             | 72.00         | 63.55         | 73.10         | 71.40         | 64.75         | 80.50         | 425.30        | 11            |
| 12      | Sebastián Morales   | 447.05     | 5          | 406.55        | 11            | 65.10         | 76.50         | 42.00         | 34.20         | 70.20         | 76.50         | 364.50        | 12            |
| 13      | Michele Benedetti   | 390.85     | 17         | 387.30        | 13            | Nie awansował | Nie awansował | Nie awansował | Nie awansował | Nie awansował | Nie awansował | Nie awansował | Nie awansował |
| 14      | Yona Knight-Wisdom  | 416.55     | 11         | 381.40        | 14            | Nie awansował | Nie awansował | Nie awansował | Nie awansował | Nie awansował | Nie awansował | Nie awansował | Nie awansował |
| 15      | Grant Nel           | 395.05     | 16         | 368.35        | 15            | Nie awansował | Nie awansował | Nie awansował | Nie awansował | Nie awansował | Nie awansował | Nie awansował | Nie awansował |
| 16      | Rodrigo Diego       | 430.70     | 8          | 356.05        | 16            | Nie awansował | Nie awansował | Nie awansował | Nie awansował | Nie awansował | Nie awansował | Nie awansował | Nie awansował |
| 17      | Stephan Feck        | 423.50     | 9          | 354.20        | 17            | Nie awansował | Nie awansował | Nie awansował | Nie awansował | Nie awansował | Nie awansował | Nie awansował | Nie awansował |
| 18      | Ilja Zacharow       | 389.90     | 18         | 345.60        | 18            | Nie awansował | Nie awansował | Nie awansował | Nie awansował | Nie awansował | Nie awansował | Nie awansował | Nie awansował |
| 19      | Freddie Woodward    | 388.15     | 19         | Nie awansował | Nie awansował | Nie awansował | Nie awansował | Nie awansował | Nie awansował | Nie awansował | Nie awansował | Nie awansował | Nie awansował |
| 20      | Ken Terauchi        | 380.85     | 20         | Nie awansował | Nie awansował | Nie awansował | Nie awansował | Nie awansował | Nie awansował | Nie awansował | Nie awansował | Nie awansował | Nie awansował |
| 21      | He Chao             | 380.35     | 21         | Nie awansował | Nie awansował | Nie awansował | Nie awansował | Nie awansował | Nie awansował | Nie awansował | Nie awansował | Nie awansował | Nie awansował |
| 22      | Sho Sakai           | 373.70     | 22         | Nie awansował | Nie awansował | Nie awansował | Nie awansował | Nie awansował | Nie awansował | Nie awansował | Nie awansował | Nie awansował | Nie awansował |
| 23      | Matthieu Rosset     | 373.40     | 23         | Nie awansował | Nie awansował | Nie awansował | Nie awansował | Nie awansował | Nie awansował | Nie awansował | Nie awansował | Nie awansował | Nie awansował |
| 24      | Woo Ha-ram          | 364.10     | 24         | Nie awansował | Nie awansował | Nie awansował | Nie awansował | Nie awansował | Nie awansował | Nie awansował | Nie awansował | Nie awansował | Nie awansował |
| 25      | Youssef Ezzat       | 360.95     | 25         | Nie awansował | Nie awansował | Nie awansował | Nie awansował | Nie awansował | Nie awansował | Nie awansował | Nie awansował | Nie awansował | Nie awansował |
| 26      | Kevin Chávez        | 356.55     | 26         | Nie awansował | Nie awansował | Nie awansował | Nie awansował | Nie awansował | Nie awansował | Nie awansował | Nie awansował | Nie awansował | Nie awansował |
| 27      | Constantin Blaha    | 351.95     | 27         | Nie awansował | Nie awansował | Nie awansował | Nie awansował | Nie awansował | Nie awansował | Nie awansował | Nie awansował | Nie awansował | Nie awansował |
| 28      | Andrea Chiarabini   | 350.40     | 28         | Nie awansował | Nie awansował | Nie awansował | Nie awansował | Nie awansował | Nie awansował | Nie awansował | Nie awansował | Nie awansował | Nie awansował |
| 29      | Ahmad Amsyar Azman  | 341.70     | 29         | Nie awansował | Nie awansował | Nie awansował | Nie awansował | Nie awansował | Nie awansował | Nie awansował | Nie awansował | Nie awansował | Nie awansował |